# Pluteaceae
Pluteaceae (František Kotlába și Zdenek Pouzar, 1972) este o familie de ciuperci din încrengătura Basidiomycota, clasa Agaricomycetes și ordinul Agaricales. Familia are 4 (5) genuri și conform Dictionary of the Fungi 364 specii, dar acest număr este îndoielnic, find în orișice caz mai mare, cauzat genului Pluteus, unde mulțimea soiurilor nu este definită definitiv precum al celor 95 de specii Volvariella. Această familie constă în principal din ciuperci saprofite care pot fi găsite atât pe sol ca și pe lemn în păduri de foioase și de conifere cât și prin pășuni tufișuri, livezi, în parcuri. Multe dintre aceste specii trăiesc de obicei în grupuri mici. Tipul de gen este Pluteus.

## Taxonomie
Numele binomial a fost determinat de micologii cehi František Kotlába și Zdenek Pouzar în volumul 26 al jurnalului micologic Ceská Mykologie din 1972, fiind și numele curent valabil (2020).

## Sistematică
Patru genuri aparțin precis familiei și unul din ce în ce mai probabil:
- Chamaeota (W.G.Sm.) Earle (1909)[6] cu actual 10 genuri: Chamaeota broadwayi Murrill (1911), Chamaeota dextrinoidespora Z.S.Bi (1988), Chamaeota fenzlii (Schulzer) Singer (1979), Chamaeota insignis (Cooke & Massee) Pegler (1965), Chamaeota longipes Wichanský (1967), Chamaeota sinica J.Z.Ying (1995), Chamaeota sphaerospora (Peck) Kauffman (1918), Chamaeota subolivascens Courtec. (1991), Chamaeota tropica Pegler (1983), Chamaeota xanthogramma (Ces.) Earle (1909);[7]
- Pluteus Fr. (1836)[8] cu mult peste 300 specii;
- Volvariella Speg. (1898)[9] cu ajustat 95 genuri,[10] de ex.: Volvariella bombycina (Schaeff.) Singer (1951), Volvariella caesiotincta P.D.Orton (1974), Volvariella gloiocephala sin. Volvariella speciosa (Fr.) Gillet (1876), Volvariella hypopithys (Fr.) Shaffer (1957), Volvariella indica M.K.Saini, N.J.Kaur and N.S.Atri (2013), Volvariella iranica (Frederick Fallahyan|Fallahyan]])  Szczepka (2000) Volvariella jamaicensis (Murrill) Shaffer (1957), Volvariella lepiotospora Singer (1955), Volvariella peckii (G.F.Atk.) Shaffer (1957), Volvariella sathei Senthilasaru & S.K.Singh (2012), Volvariella surrecta (Knapp) Singer (1951), Volvariella volvacea (Bull.) Singer (1951);[11]
- Volvopluteus Justo, Vizzini et al. (2011)[12] cu actual 4 specii: Volvopluteus asiaticus Justo & Minnis (2011), Volvopluteus diversisporus M. Kaur & Yadw. Singh (2014), Volvopluteus earlei (Murrill) Vizzini, Contu & Justo, (2011) Volvopluteus michiganensis (A.H.Sm.) Justo (2011);[13]
- Melanoleuca Pat. (1897) este un gen cu aproximativ 15 genuri denumit actual (2020) preponderent incertae sedis, care a fost și mai este clasificat în mod tradițional în familia Tricholomataceae Pat. (1897), susținut de Mycobank.[14] Dar studii ADN au stabilit că acest gen este strâns legat de Amanita și Pluteus și că astfel nu face parte din familia Tricholomataceae.[15] Nu numai Alfredo Justo și colegi îl văd în familia Pluteaceae,[12] ci, de asemenea, micologii Sigisfredo Garnica, Michael Weiss, Grit Walther și Franz Oberwinkler[16] sau Manfred Binder et al.[17]

## Morfologie
Cu diferențierea între genurile familiei s-au preocupat intensiv micologii și microbiologii Alfredo Justo, Alfredo Vizzini, Andrew M. Minnis și Nelson Menolli Jr. cu colaboratori în jurnalul științific Fungal Biology din 2011. În urmare un scurt rezumat. 
Filogenia genurilor clasificate în mod tradițional în familia Pluteaceae (Agaricales, Basidiomycota) a fost investigată de acești cercetători, folosind date moleculare din gene ribozomale nucleare (nSSU, ITS, nLSU) și au fost evaluate consecințele asupra taxonomiei și evoluției caracterelor. Au constatat, că genul Pluteus este monofiletic și include specii cu văl parțial clasificate în mod tradițional în genul foarte rar Chamaeota. Chamaeota se poate distinge de genul Volvariella prin lipsa de volvă precum de familia Entolomataceae prin lamelele ei libere și sporii netezi. Mai departe, au analizat evoluția caracteristicilor morfologice utilizate în taxonomia infra-generică a genului, cum ar fi cistida metuloidă (cistide cu pereți groși, cu un vârf, având mai multe forme deosebite) și structura cuticulei. Genul Volvariella este polifiletic, deoarece majoritatea reprezentanților săi se află în afara cladei Pluteoidelor și prezintă afinități cu unele genuri higrofane (Camarophyllus, Cantharocybe). Unele specii au fost separate și transferate la un gen nou creat de autori, anume Volvopluteus, datorită diferenței în dimensiunea basidiosporului și structura cuticulei. Între aceste specii se află după părerea savanților și Volvariella gloiocephala, o alocare neacceptată pretutindeni, astfel nu de renumitul comitet pentru nomenclatură Mycobank. Autorii au documentat de asemenea, că genul Melanoleuca ar fi un gen însurat cu Pluteus și Volvopluteus.

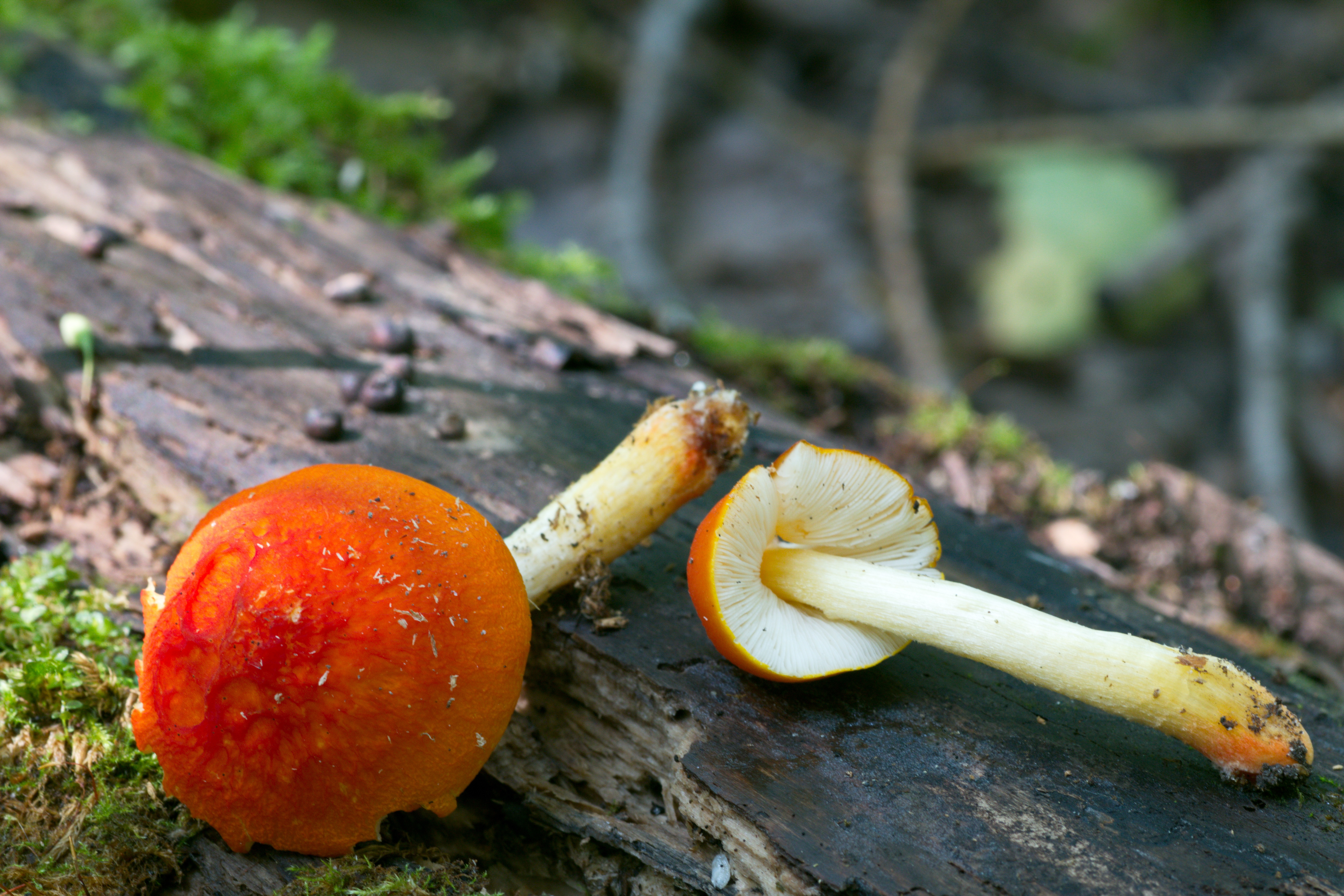
Chamaeota/Pluteus aurantiorugosus
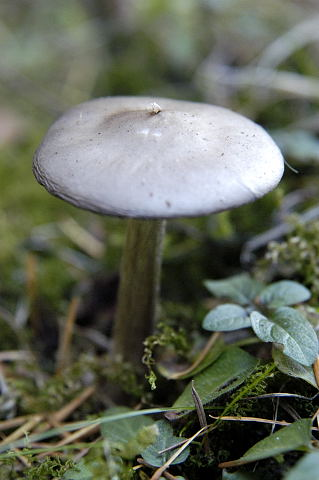
Melanoleuca strictipes
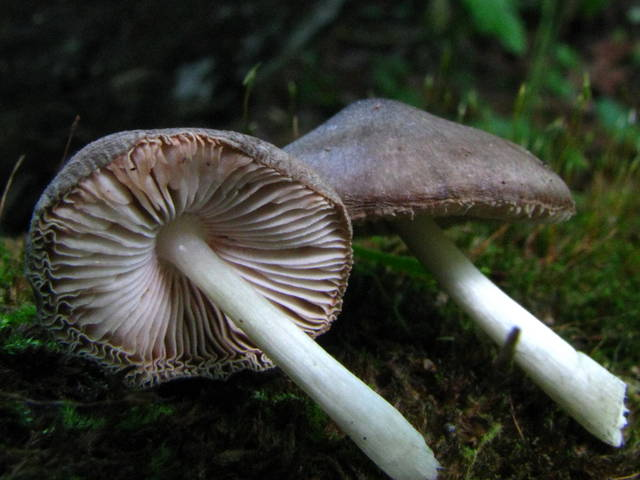
Pluteus salicinus
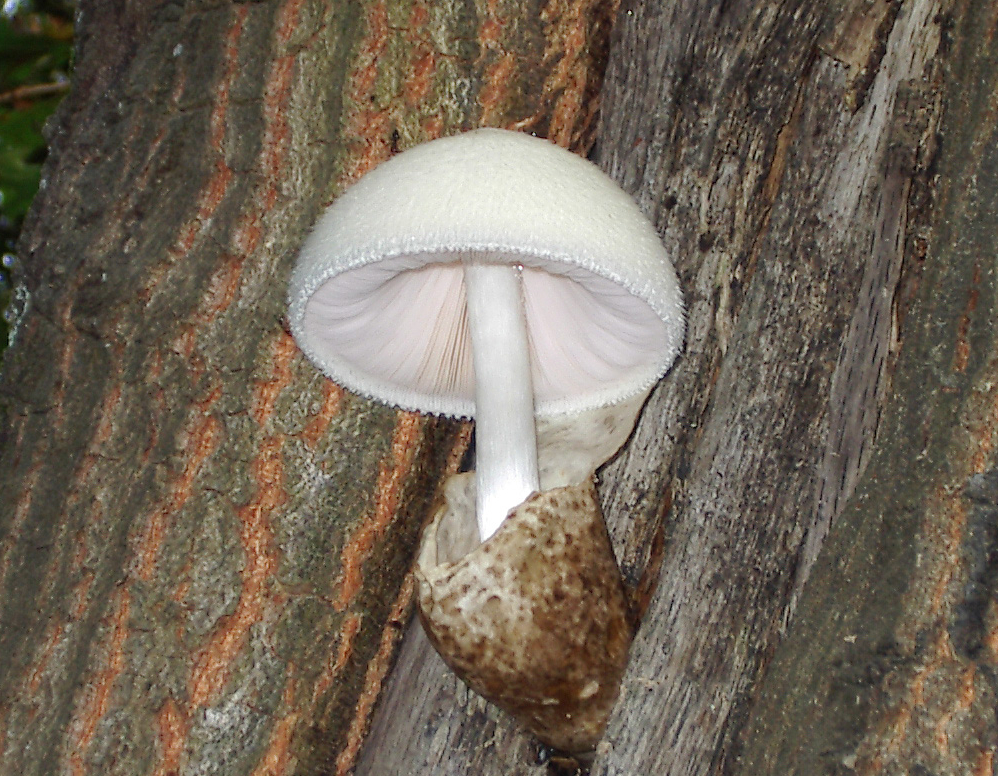
Volvariella bombycina
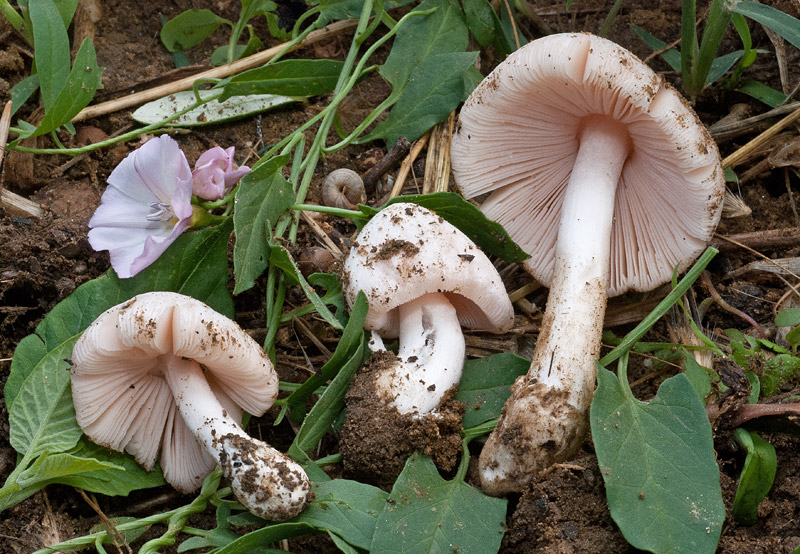
Volvopluteus earlei